# Neil Coyle
Neil Coyle (né le 30 décembre 1978) est un homme politique du parti travailliste britannique.

## Biographie
Il est le député de Bermondsey & Old Southwark, élu pour la première fois aux Élections générales britanniques de 2015.
Il est aussi conseiller du quartier de Newington en 2010. Après sa réélection en tant que conseiller en 2014, Coyle devient maire suppléant du Borough londonien de Southwark.
Parallèlement à son rôle d'administrateur d'une organisation caritative locale pour la santé mentale et du North Southwark Environment Trust, il est également conseiller national en matière de politique et de campagnes en matière de protection sociale et de lutte contre la pauvreté.
Neil Coyle est l'un des 36 députés travaillistes à proposer la candidature de Jeremy Corbyn à l'Élection à la direction du Parti travailliste britannique de 2015. À la suite des élections de mai 2016, il co-écrit avec Jo Cox un article dans lequel ils affirment qu'ils avaient « fini par regretter » cette décision.
Le 3 décembre 2015, il reçoit une menace de mort via Twitter après avoir voté pour une action militaire contre l'État islamique d'Irak et du Levant en Syrie et reçoit la protection de la police.
Lors de l'élection générale de 2017, il est réélu avec une majorité accrue.